# 高田堀
高田堀（たかだぼり）は、埼玉県久喜市を流下する河川である。

## 概要
高田堀はかつて半楕円形の流路を持ち、円の中心を甘棠院として久喜本（現在の本町も含む旧大字久喜本）の西部を時計回りに流下していた悪水堀である。戦後、流域の多くの部分で市街地として都市開発が行われ、上流域では道合団地（本町6丁目地内）が、中流域では県道大宮栗橋線が、下流域では久喜パークタウンとして大浦団地（大浦団地は県道さいたま栗橋線の西側の久喜本字大浦に所在、久喜パークタウンはこの他本町7丁目や久喜北2丁目、野久喜字香取にも所在）などの宅地や商業地などがそれぞれ建設・造成されかつての面影の残る流域はほぼ姿を消した。
こうした都市計画・都市開発が行われる中、高田堀も時代にあわせ次第に流路変更がなされた。現在では一部分のみではあるが元の流路を護岸した部分、および付け替えられた流路が現存し、主に都市排水路として用いられている。流路の詳細に関しては下記の流路節を参照されたい。
また下流域に該当する久喜本字大浦とは、古くは大浦沼（おおうらぬま）と称された湿地帯であった。この湿地帯では水田を開発するも深田となっていたため、幅約3m・長さ50m程の堀を掘り、掘り上げ田としていた。

## 流路
現存流路
- 水源：久喜市久喜本
- 六万部久喜停車場線の久喜駅入口交差点の西方約100mの久喜本字道合付近より北東へ流下する。（一部久喜新との境界を流下する。）
- 市道久喜30号線を北側へ横断し、北方へ流下する。
- 埼玉県立久喜北陽高等学校へと至り、学校敷地沿いに東へと流下し、その後学校敷地沿いに久喜本字大浦（一部久喜新）を北へ向かい流下する。
- 西方より流下してくる中落堀川に至り合流・終点となる。
- 終点：中落堀川

旧流路
- 水源：久喜本の水田など
- 大門通り（甘棠院正門通り）の西方に端を発し、久喜本字道合（現在の本町6丁目、道合団地）を北西へ流下する。
- 久喜本字新堀付近にて流路が次第に北向きへと湾曲し、久喜本字大浦付近（現在の久喜北陽高校付近）にて大きく東へと曲流する。
- 曲流後、中落堀川の南側に並行し、大浦沼（字大浦）を東へと流下する。
- やがて南東へと流路を変える中落堀川へ久喜本と古久喜との境界にて至り、合流・終点となる。
- 終点：中落堀川

## 橋梁
現在
- （市道：久喜30号線（六万部久喜停車場線新道の延伸））
- （市道：久喜北陽高校南側）
- （久喜北陽高校東側橋梁）
- （市道：中落堀川の南側沿い）

過去
注：1968年（昭和43年）ごろ
- 馬場用水の掛樋
- （大宮栗橋線）

## 流域周辺所在の施設
- 埼玉県立久喜北陽高等学校
- 香取公園